# Ах-Хол
Ах-Хол, Ах-хол (хак. Ах-Хол — белая рука) — аал в Усть-Абаканском районе Хакасии России. Расположен на р. Ниня.

## География
Один из самых отдалённых населённых пунктов Усть-Абаканского района. Расстояние до райцентра — пгт Усть-Абакан — 135 км, до ближайшей железнодорожной станции — 30 км. 

## История
Ранее заимка Орешковых, малый населённый пункт, основанный в 1938 году.

## Население
| 2002 | 2010 |
| ---- | ---- |
| 151  | ↘104 |

Население — 135 чел. (01.01.2004), в том числе русские, хакасы, немцы, мордва.

## Известные уроженцы, жители
Здесь родился известный хакасский поэт В. Майнашев.

## Инфраструктура
Личное подсобное хозяйство. Число хозяйств — 51 (к 2007 году).
В нём действует начальная школа и современный фельдшерско-акушерский пункт.
В плане связи село практически полностью отрезано от мира.

## Транспорт
Проходит автодорога.